# Wapen van Deil

Het wapen van Deil

Het wapen van Deil werd op 23 september 1818 per besluit door de Hoge Raad van Adel aan de Gelderse gemeente Deil verleend. Vanaf 1978 is het wapen niet langer als gemeentewapen in gebruik omdat de gemeente Deil opging in de gemeente Geldermalsen. In het wapen van Geldermalsen per 1978 is in het schildhoofd het paard opgenomen ter herinnering aan de fusie met Deil.

## Blazoenering
De blazoenering van het wapen luidt als volgt:
Van lazuur, waarop een paard en een runderbeest van goud.

## Verklaring
Het wapen is mogelijk een verwijzing naar de veeteelt als de belangrijkste bestaansbron binnen de gemeente. Maar het vermoeden bestaat dat de familiewapens van de invloedrijke families Van Everdingen en Verstegen ook opgenomen zijn. Zij speelden gedurende de 18e en 19e eeuw een overheersende rol in Deil. De familie Van Everdingen voerde een os in haar wapen en die van familie Verstegen een paard. Hiermee werd namelijk de basis van hun bezittingen aangegeven.
Dit wapen leeft voort in Deil door het beeld voor het dorpshuis en het hotel-restaurant "de Os en het Paard" in het oude gemeentehuis.

## Verwante wapens

Wapen van Geldermalsen

Aalst · 
Ammerzoden · 
Angerlo · 
Appeltern · 
Batenburg · 
Beesd · 
Beltrum · 
Bemmel · 
Bergharen · 
Bergh · 
Beusichem · 
Borculo · 
Brakel · 
Buurmalsen · 
Deil · 
Didam · 
Dinxperlo · 
Dodewaard ·
Doornspijk ·
Dreumel ·
Driel ·
Echteld ·
Eibergen ·
Elst ·
Est en Opijnen ·
Everdingen ·
Ewijk ·
Gameren ·
Geesteren · 
Geldermalsen · 
Gendringen · 
Gendt ·
Groenlo ·
Groesbeek ·  
Haaften ·
Hedel ·
's-Heerenberg ·
Heerewaarden ·
Hemmen ·
Hengelo ·
Herwen en Aerdt ·
Herwijnen ·
Heteren ·
Heukelum ·
Hoevelaken ·
Horssen ·
Huissen ·
Hummelo en Keppel ·
Hurwenen  ·
Kerkwijk ·
Keppel ·
Kesteren ·
Laren · 
Lichtenvoorde ·
Lienden ·
Lingewaal · 
Maurik ·
Millingen aan de Rijn ·
Nederhemert ·
Neede ·
Neerijnen ·
Netterden ·
Niftrik ·
Nijbroek ·
Ophemert ·
Overasselt ·
Pannerden ·
Poederoijen · 
Renkum ·
Rijnwaarden ·
Rossum ·
Ruurlo ·
Steenderen ·
Terborg ·
Twello ·
Ubbergen ·
Valburg ·
Varik ·
Vorden ·
Vuren ·
Waardenburg ·
Wadenoijen ·
Wamel ·
Wehl ·   
Warnsveld ·
Wisch ·
Zeddam ·
Zelhem ·
Zoelen ·
Zuilichem 

Dorps-, heerlijkheids- en stadswapens: 

Acquoy 
· Baak 
· Barlham 
· Bredevoort 
· Doreweerd 
· Elden
· Enspijk 
· Gellicum 
· Groessen 
· Hakfort 
· Hellouw 
· IJzendoorn 
· Kell  
· Lede en Oudewaard 
· Lichtenberg 
· Loil 
· Maasbommel 
· Meijnerswijk 
· Meteren 
· Middagten 
· Rhenoy 
. Rumpt
· Tricht 
· Verwolde 
· Wildenborch